# Trzeci moment centralny
Trzeci moment centralny (inaczej moment centralny rzędu k=3) to, zgodnie z definicją momentu centralnego, suma trzecich potęg odchyleń wartości cechy statystycznej od wartości średniej arytmetycznej, podzielona przez n, gdzie n – liczba obserwacji:
{\displaystyle M_{3}={\frac {1}{n}}\sum _{i=1}^{n}{(x_{i}-m)}^{3}}
gdzie xi to kolejne wartości cechy, zaś m to wartość średniej arytmetycznej.
Dla danych z szeregu rozdzielczego, wzór przyjmuje postać:
{\displaystyle M_{3}={\frac {1}{n}}\sum _{i=1}^{k}{(x_{i}-m)}^{3}n_{i}}
gdzie ni to liczebności dla kolejnych wartości cechy.
Trzeci moment centralny przyjmuje wartość zero dla rozkładu symetrycznego, wartości ujemne dla rozkładów o lewostronnej asymetrii (wydłużone lewe ramię rozkładu) i wartości dodatnie dla rozkładów o prawostronnej asymetrii (wydłużone prawe ramię rozkładu).